# Australsk triel
Australsk triel (latin: Burhinus grallarius) er en vadefugl, der lever i Australien og på det sydlige Ny Guinea.